# Красунчик Джонні
Красунчик Джонні (англ. Johnny Handsome) — американський трилер 1989 року.

## Сюжет
Джонні Седлі народився із спотвореним обличчям. Його мати, повія і наркоманка, здала сина до притулку, де хлопчик став об'єктом глузувань і знущань. Озлоблений на весь світ Джон виріс злочинцем, який добував собі гроші за допомогою розбою. У Джона був єдиний друг і спільник Майк. І ось одного разу їм треба було провернути одну справу разом з парочкою бандитів. Але подільники їх кидають і вбивають Майка, а Джонні потрапляє до в'язниці. За ґратами на Джона звертає увагу молодий талановитий доктор Стівен Фішер, який пропонує Джону зробити пластичну операцію. Джонні погодився і перетворився на іншу людину. Тюремний термін добіг кінця і у Джона розпочинається повноцінне життя серед нормальних людей. Але він вирішує поквитатися з бандитами.

## У ролях
| Актор              | Роль                                           |
| ------------------ | ---------------------------------------------- |
| Міккі Рурк         | Джон «Красунчик Джонні» Седлі / Джонні Мітчелл |
| Еллен Баркін       | Санні Бойд                                     |
| Елізабет Макговерн | Донна Маккарті                                 |
| Морган Фрімен      | лейтенант А. З. Дронс                          |
| Форест Вітакер     | доктор Стівен Фішер                            |
| Ленс Генріксен     | Рейф Гарретт                                   |
| Скотт Вілсон       | Майкі Чалмет                                   |
| Девід Шремм        | Вік Думаск                                     |
| Івонн Брайсленд    | Сестра Люк                                     |
| Пітер Джейсон      | пан Бонет                                      |
| Дж.В. Сміт         | Ларрі                                          |

## Саундтрек
| Список треків | Список треків                         | Список треків |
| #             | Назва                                 | Тривалість    |
| ------------- | ------------------------------------- | ------------- |
| 1.            | «Main Theme»                          | 1:55          |
| 2.            | «I Can't Walk This Time/The Prestige» | 6:50          |
| 3.            | «Angola»                              | 2:03          |
| 4.            | «Clip Joint Rhumba»                   | 3:18          |
| 5.            | «Sad Story»                           | 2:37          |
| 6.            | «Fountain Walk»                       | 2:19          |
| 7.            | «Cajun Metal»                         | 2:01          |
| 8.            | «First Week at Work»                  | 1:06          |
| 9.            | «Greasy Oysters»                      | 1:54          |
| 10.           | «Smells Like Money»                   | 2:28          |
| 11.           | «Sunny's Tune»                        | 2:56          |
| 12.           | «I Like Your Eyes»                    | 2:24          |
| 13.           | «Adios Donna»                         | 1:35          |
| 14.           | «Cruising with Rafe»                  | 3:02          |
| 15.           | «How's My Face»                       | 1:51          |
| 16.           | «End Theme»                           | 3:18          |
| 41:37         |                                       |               |